# La Colombe, Loir-et-Cher

La Colombe este o comună în departamentul Loir-et-Cher, Franța. În 1 ianuarie 2018 avea o populație de 202 de locuitori.